# 1775 Zimmerwald
1775 Zimmerwald eller 1969 JA är en asteroid i huvudbältet som upptäcktes den 13 maj 1969 av den Schweiziska astronomen Paul Wild vid Observatorium Zimmerwald. Den har fått sitt namn efter Zimmerwald i Schweiz.
Asteroiden har en diameter på ungefär 10 kilometer och den tillhör asteroidgruppen Eunomia.